# 2022 FIFAワールドカップ・決勝

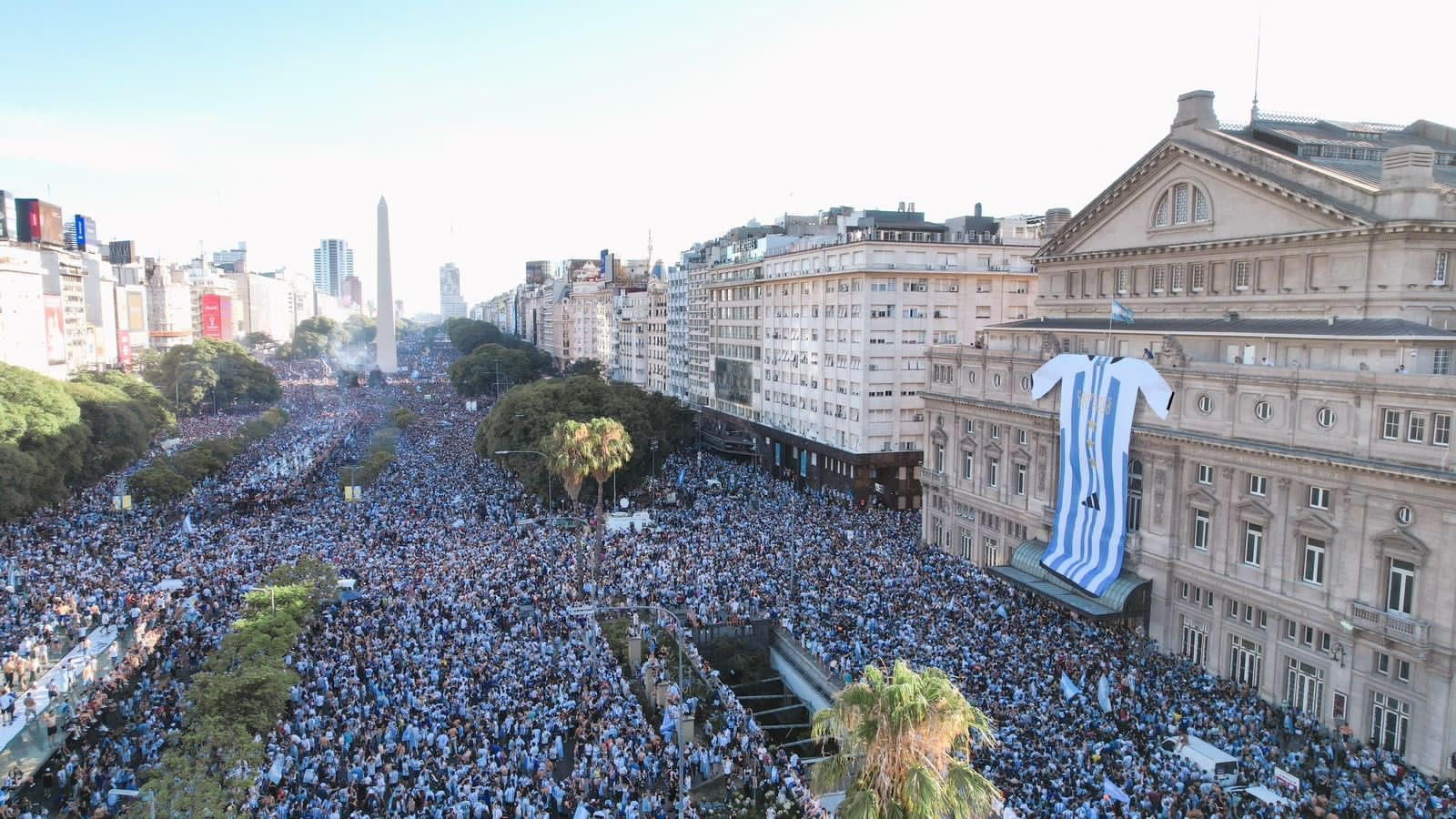
試合後のブエノスアイレスでの祝いの様子

2022 FIFAワールドカップの決勝戦（2022 FIFAワールドカップのけっしょうせん）は、2022年12月18日（カタールの建国記念日）に、カタール・ルサイルにあるルサイル・アイコニック・スタジアムで行われた、22回目のFIFAワールドカップの決勝。

## 背景

### ファイナリスト
決勝に駒を進めたのはアルゼンチンとフランスの2チーム。アルゼンチンは2014年ブラジル大会以来2大会ぶり6度目の決勝進出で、1986年メキシコ大会以来36年ぶり（9大会ぶり）の優勝を目指し、フランスは優勝した前回2018年ロシア大会に続く4回目の決勝進出で、3回目の優勝と、1934年イタリア大会・1938年フランス大会を連覇したイタリア及び1958年スウェーデン大会・1962年チリ大会を連覇したブラジルに続く60年ぶり（15大会ぶり）3ヶ国目の「FIFAワールドカップ連覇」を目指す。
アルゼンチンのFWリオネル・メッシは準決勝までにワールドカップ本大会において通算25試合・2194分の出場を果たしており、試合数ではローター・マテウス（ドイツ）と並んで最多タイ、出場時間数ではパオロ・マルディーニ（イタリア）の2217分に次ぐ2位となっており、決勝で24分間以上出場するといずれも最多記録を更新するとともに、決勝で勝利するとミロスラフ・クローゼ（ドイツ）の持つ大会通算勝利数（17勝）に並ぶ。一方、フランス監督のディディエ・デシャンは前回優勝時から引き続いてフランスを率いており、優勝すれば1934年・1938年にイタリアを率いたヴィットーリオ・ポッツォ以来2人目となる「2大会で優勝経験を持つ監督」となる。また、デシャンは選手として1998年フランス大会で優勝しており、ペレ、マリオ・ザガロ以来3人目の「個人3度のFIFAワールドカップ優勝」を目指す戦いともなる。
両者の対戦は前回ロシア大会のラウンド16が最後で、この時は4-3でフランスが勝利している。FIFAワールドカップでは他に2度の対戦経験があり（1930年と1978年）、いずれもアルゼンチンが勝利している。国際親善試合を含めた対戦成績はアルゼンチンの6勝3分3敗。

### 会場
決勝戦は、カタールの首都・ドーハ中心部から北に約15キロメートル (9.3 mi) ）の距離にあるルサイルのルサイル・アイコニック・スタジアムで開催される。スタジアムはカタールのワールドカップ招致活動の一環として決勝戦を開催することを目的として新たに建設された、カタールサッカー協会が所有するスタジアムであり 、2020年7月15日に決勝会場として承認された。スタジアムは他にもグループステージを6試合、ノックアウトステージで3試合を開催予定となっている。
スタジアムはイギリスの企業フォスター・アンド・パートナーズとPOPULOUSによって設計された。スタジアムは太陽光発電を使用して冷却され、カーボンフットプリントはゼロになるとされている。建設は2017年4月に開始され 、2020年に完了する予定だったが、スタジアムの完成は延期され、最終的には2021年11月に建設が完了した。

### 試合球
この試合の試合球は、グループステージ、ラウンド16及び準々決勝で使われてきたアル・リフラに代わり、アル・リフラのデザイン違いバージョンであるアル・ヒルム（Al Hilm、الحلم）が使用される。

### 国歌
試合前の国歌の歌唱は2人の女性歌手が担当した。アルゼンチンの国歌を歌ったのは同国出身の歌手ラリ・エスポジットである。フランスの国歌「ラ・マルセイエーズ」を歌ったのはエジプト出身のメゾソプラノ歌手ファラハ・エッ＝ディバニーで、同年4月のエマニュエル・マクロン大統領の再選の後、シャン・ド・マルス公園で国歌を披露した歌手である。

## 決勝までの道のり
アルゼンチンは南米 (CONMEBOL) 予選を11勝6分の2位で、フランスはヨーロッパ (UEFA) 予選グループDで5勝3分の首位と、いずれも無敗で本大会出場を決める。
本大会ではアルゼンチンはグループCに入る。初戦のサウジアラビア戦ではMFリオネル・メッシのPKで先制するも、後半立ち上がりに立て続けに2点を失い、当時FIFAランキング51位の相手に1-2で敗戦。このアップセットで一気に窮地に追い込まれたが、2戦目のメキシコ戦ではチームを立て直して2-0で勝利すると、3戦目のポーランドにも2-0で勝利し、大混戦となったグループCで結果的に1位となり、決勝トーナメント進出を決めた。ラウンド16では16年ぶりにグループリーグを突破したオーストラリア相手に2-1で接戦をものにすると、準々決勝のオランダ戦ではイエローカードが18枚も出されるという大荒れの展開の中、土壇場で同点に追いつかれるも120分戦って決着がつかず、PK戦でオランダを下して勝ち上がる。準決勝ではここまで1勝4分と粘り強い戦い方で2大会連続ベスト4に勝ち上がったクロアチア相手にメッシとFWフリアン・アルバレスの2ゴールで3−0と完勝して決勝に駒を進めた。
一方、フランスはグループDに入る。主力のMFエンゴロ・カンテやMFポール・ポグバを怪我で欠きながら本大会に臨み、初戦の前にFWカリム・ベンゼマとFWクリストファー・エンクンクも途中離脱となった。初戦のオーストラリア戦では前半早々に先制点を奪われ、このプレーでDFリュカ・エルナンデスが途中交代を余儀なくされながらもそこから効率よく点を重ねて4-1で逆転勝ち。2戦目のデンマーク戦では後半のFWキリアン・エムバペの2得点で突き放して今大会決勝トーナメント進出一番乗りを決める。3戦目のチュニジア戦では主力を温存して臨み、終了間際のFWアントワーヌ・グリーズマンのゴールがVAR介入で取り消されるなどもあって0-1で敗れるものの、グループ1位で決勝トーナメントに進出する。ラウンド16では36年ぶりのラウンド16進出を果たしたポーランド相手にエムバペの2得点などで3-1の快勝、準々決勝では大一番と目されたイングランドとの激戦を2-1で制し、準決勝ではアフリカ勢初のベスト4進出を果たしたモロッコに圧倒的に攻められながらも少ないチャンスをものにして2-0で勝利し、決勝進出を決めた。
両チームともベテランと若手の点取り屋がチームを牽引した。アルゼンチンは今回が最後のワールドカップと公言する35歳のメッシが準決勝までの6試合中5試合で得点し、5ゴール（うちPK3本）3アシストと絶好調。途中からスタメンに定着した22歳のアルバレスも4ゴールを記録し、チームの総得点12のうち9点をふたりで稼いでいる。フランスも23歳のエース、エムバペが5ゴールし、再三チャンスに絡んでいるが、準々決勝以降得点がない。36歳のFWオリヴィエ・ジルーが4ゴールを挙げ、フランス代表の最多得点記録を更新するなど好調である。こちらもチームの総得点13のうち9点をふたりで挙げている。
日程的にはアルゼンチンがクロアチア戦から中4日、フランスはモロッコ戦から中3日と休養期間の違いがある。また、フランスはチーム内で風邪のような症状が広まり、数名が公開練習を休むなど、決勝戦に向けてコンディションの不安を抱えた。
| 順 | チーム         | 試 | 点 |
| -- | -------------- | -- | -- |
| 1  | アルゼンチン   | 3  | 6  |
| 2  | ポーランド     | 3  | 4  |
| 3  | メキシコ       | 3  | 4  |
| 4  | サウジアラビア | 3  | 3  |

| 順 | チーム         | 試 | 点 |
| -- | -------------- | -- | -- |
| 1  | フランス       | 3  | 6  |
| 2  | オーストラリア | 3  | 6  |
| 3  | チュニジア     | 3  | 4  |
| 4  | デンマーク     | 3  | 1  |

## 試合
アルゼンチンFWリオネル・メッシとフランスFWキリアン・エムバペの両ストライカーの対決に世界的な注目が集まったこの試合、アルゼンチンは負傷によりノックアウトステージを欠場していたFWアンヘル・ディ・マリアが満を持して復帰し、一方のフランスは2人を入れ替えて準々決勝のイングランド戦と同じメンバーを揃えた。戦前の大方の予想ではアルゼンチンのディ・マリアは右サイド2列目での起用が見込まれていたが、試合が始まると左サイド1列目に位置しており、これがフランスの守備陣を混乱に陥れた。
試合は立ち上がりからアルゼンチンが両ウィングのメッシ、ディ・マリアに加え、中央のFWフリアン・アルバレスの3人を中心にフランス陣内に激しいプレッシングを掛けペースを握る。その流れのまま前半21分、アルゼンチンはアルバレスを起点に左サイドを攻め込みディ・マリアのドリブル突破に対して、フランスFWウスマン・デンベレがペナルティエリア内で後ろから倒してしまいPKを献上。このPKをメッシが決め、アルゼンチンが先制する。さらに前半36分、SBナウエル・モリーナが自陣でボールを奪うと、縦パスをつないでFWメッシから右サイドのFWアルバレスへ、さらにDFの裏を取ったMFアレクシス・マック・アリスターへとボールが渡り、折り返しのパスに左サイドから飛び込んだディ・マリアがフランスGKウーゴ・ロリスを掠める巧みなシュートでゴールファーサイドへ流し込み待望の追加点を奪う。2点ビハインドとなったフランスは41分にセンターフォワードのオリヴィエ・ジルーと右ウィングのウスマン・デンベレに替わってFWランダル・コロ・ムアニとFWマルクス・テュラムを投入し、エムバペをジルーのいた中央に配置する布陣変更を行って前半のうちに流れを変えようとするが、ターゲットマンの役割が不在となったことでサイドを崩してもクロスに合わせることが難しくなったためこの策は機能せず、そのまま2-0で前半を終了した。
後半もアルゼンチンが攻勢を続けて主導権を握り続け、後半35分（80分）までフランスに枠内シュートを1本も許さない完璧な試合運びを見せる。しかし後半34分（79分）、途中投入されたフランスMFエドゥアルド・カマヴィンガのパスを受けたエムバペがさらに前方へとボールを送り、抜け出したFWコロ・ムアニがそれに反応すると、振り切られまいと対応したアルゼンチンDFニコラス・オタメンディがペナルティエリア内でコロ・ムアニを倒してPKの判定。これをエムバペが決めて1点差に追いすがる。さらにその直後の後半36分（81分）、途中投入されたフランスFWキングスレイ・コマンがメッシからボールを奪うと、MFアドリアン・ラビオのフィードに反応したエムバペが頭で折り返し、テュラムとのリターンからエムバペが右足でダイレクトボレーを叩き込み、フランスが同点に追いつく。この2得点で勢いを盛り返したフランスだったが、勝ち越しまでには至らず、アルゼンチンも後半アディショナルタイムにメッシがボックス外から強烈なミドルシュートを放ちボールは枠を捉えたが、フランスGKウーゴ・ロリスのセーブに遭い決めきれず、試合は2014年ブラジル大会以来2大会ぶりの延長戦にもつれ込む。
延長戦に突入しても一進一退の攻防を繰り返すが、延長後半4分、アルゼンチンは右サイドを攻め上がったDFゴンサロ・モンティエルからのクロスを途中投入のFWラウタロ・マルティネスがゴール正面で落とし、FWメッシ、MFエンソ・フェルナンデスとワンタッチでつないで、右サイドに流れたFWマルティネスがボレーシュート。一旦はフランスGKウーゴ・ロリスに阻まれるも、そのこぼれ球をメッシが詰める。ゴール内でフランスDFクンデが掻き出したようにも見えたが、VARによりゴールラインを割っていたことが確認され、加えてフェルナンデスからマルティネスへのパスもオフサイドの疑いがあったが、同じくVARによりオンサイドの判定が下され、再びアルゼンチンが勝ち越しに成功する。これを守り切ればアルゼンチンの優勝となるところだったが、延長後半11分、エムバペのシュートがアルゼンチンDFモンティエルの腕に当たり、再びPKの判定。これをエムバペが再び決めて同点に追いつくと共に、エムバペは1966年イングランド大会のジェフ・ハースト（イングランド）以来56年ぶり2人目となるFIFAワールドカップ決勝でのハットトリックを達成する。試合の最終盤延長後半アディショナルタイムには、フランスDFイブラヒマ・コナテがセンターサークル付近からアルゼンチンDFニコラス・オタメンディの頭上を掠める浮玉のパスをフランスFW ランダル・コロ・ムアニへ送り、決定的なシュートが放たれるがアルゼンチンGKエミリアーノ・マルティネスの身を呈したブロックに阻まれ、九死に一生を得る。その直後にはアルゼンチンDFゴンサロ・モンティエルが右サイドを駆け上がり右足でクロスを上げるがアルゼンチンFWラウタロ・マルティネスのヘディングシュートが右に大きく逸れ、そのまま120分間を終了。試合は2006年ドイツ大会決勝以来16年ぶり3度目となるPK戦決着となった。
PK戦では1人目が両チームのエース・エムバペとメッシが決めるが、フランス2人目のFWコマンのゴール右を狙ったシュートがエミリアーノ・マルティネスに阻まれ、フランス3人目のMFオーレリアン・チュアメニのシュートは左ポストの外側をかすめる。一方のアルゼンチンは4人目のモンティエルまで4人全員が成功させ、アルゼンチンが36年ぶり（9大会ぶり）3回目の優勝を果たした。

### 結果
| アルゼンチン                                  | 3 - 3 (延長) | フランス                                        |
| --------------------------------------------- | ------------ | ----------------------------------------------- |
| - メッシ 23分 (PK), 109分 - ディ・マリア 36分 | レポート     | - エムバペ 80分 (PK), 81分, 118分 (PK)          |
| PK戦                                          |              |                                                 |
| - メッシ - ディバラ - パレデス - モンティエル | 4 - 2        | - エムバペ - コマン - チュアメニ - コロ・ムアニ |

| アルゼンチン | フランス |

| GK                   | 23 | エミリアーノ・マルティネス     | 120+5分 |         |
| RB                   | 26 | ナウエル・モリーナ             |         | 91分    |
| CB                   | 13 | クリスティアン・ロメロ         |         |         |
| CB                   | 19 | ニコラス・オタメンディ         |         |         |
| LB                   | 3  | ニコラス・タグリアフィコ       |         | 120+1分 |
| DM                   | 24 | エンソ・フェルナンデス         | 45+7分  |         |
| CM                   | 7  | ロドリゴ・デ・パウル           |         | 102分   |
| CM                   | 20 | アレクシス・マック・アリスター |         | 116分   |
| RF                   | 10 | リオネル・メッシ               |         |         |
| CF                   | 9  | フリアン・アルバレス           |         | 102分   |
| LF                   | 11 | アンヘル・ディ・マリア         |         | 64分    |
| 交代出場             |    |                                |         |         |
| MF                   | 8  | マルコス・アクーニャ           | 90+8分  | 64分    |
| DF                   | 4  | ゴンサロ・モンティエル         | 116分   | 91分    |
| MF                   | 5  | レアンドロ・パレデス           | 114分   | 102分   |
| FW                   | 22 | ラウタロ・マルティネス         |         | 102分   |
| DF                   | 6  | ヘルマン・ペッセージャ         |         | 116分   |
| FW                   | 21 | パウロ・ディバラ               |         | 120+1分 |
| 監督                 |    |                                |         |         |
| リオネル・スカローニ |    |                                |         |         |

| GK                   | 1  | ウーゴ・ロリス             |        |         |
| RB                   | 5  | ジュール・クンデ           |        | 120+1分 |
| CB                   | 4  | ラファエル・ヴァラン       |        | 113分   |
| CB                   | 18 | ダヨ・ウパメカノ           |        |         |
| LB                   | 22 | テオ・エルナンデス         |        | 71分    |
| CM                   | 8  | オーレリアン・チュアメニ   |        |         |
| CM                   | 14 | アドリアン・ラビオ         | 55分   | 96分    |
| RW                   | 11 | ウスマン・デンベレ         |        | 41分    |
| AM                   | 7  | アントワーヌ・グリーズマン |        | 71分    |
| LW                   | 10 | キリアン・エムバペ         |        |         |
| CF                   | 9  | オリヴィエ・ジルー         | 90+5分 | 41分    |
| 交代出場             |    |                            |        |         |
| FW                   | 12 | ランダル・コロ・ムアニ     |        | 41分    |
| FW                   | 26 | マルクス・テュラム         | 87分   | 41分    |
| FW                   | 20 | キングスレイ・コマン       |        | 71分    |
| MF                   | 25 | エドゥアルド・カマヴィンガ |        | 71分    |
| DF                   | 13 | ユスフ・フォファナ         |        | 96分    |
| DF                   | 24 | イブラヒマ・コナテ         |        | 113分   |
| DF                   | 3  | アクセル・ディサシ         |        | 120+1分 |
| 監督                 |    |                            |        |         |
| ディディエ・デシャン |    |                            |        |         |

| マン・オブ・ザ・マッチ リオネル・メッシ 副審 パヴェウ・ソコルニツキ トマシュ・リストキエヴィチ 第4の審判 イスマイル・エルファス 予備副審 キャスリン・ネスビット ビデオ・アシスタント・レフェリー (VAR) トマシュ・クヴィアトコフスキ アシスタント・ビデオ・アシスタント・レフェリー (AVAR) フアン・ソト カイル・アトキンス フェルナンド・ゲレーロ 控えVAR バスティアン・ダンケルト 控えAVAR コーリー・パーカー | 試合ルール - 試合時間は90分。 - 90分終了後同点の場合、30分の延長戦が行われる。 - 120分終了後同点の場合、PK戦で優勝国が決定される。 - 90分内で決着が付いた場合5人まで（交代回数は後半開始前を除き3回以内）、延長戦に突入した場合合計6人まで（交代回数は後半開始前・延長戦開始前・延長後半開始前を除き4回以内）選手交代が可能。ただし、脳震盪による選手交代が必要と判断された場合は、前述と別に1人の選手交代が可能。 |

### 統計
| 指標           | アルゼンチン | フランス |
| -------------- | ------------ | -------- |
| 得点           | 2            | 0        |
| シュート       | 6            | 0        |
| うち枠内       | 3            | 0        |
| セーブ         | 0            | 1        |
| ボール保持率   | 59%          | 41%      |
| コーナーキック | 2            | 0        |
| ファウル       | 10           | 11       |
| オフサイド     | 3            | 0        |
| イエローカード | 1            | 0        |
| レッドカード   | 0            | 0        |

| 指標           | アルゼンチン | フランス |
| -------------- | ------------ | -------- |
| 得点           | 0            | 2        |
| シュート       | 6            | 6        |
| うち枠内       | 4            | 3        |
| セーブ         | 1            | 4        |
| ボール保持率   | 45%          | 55%      |
| コーナーキック | 2            | 3        |
| ファウル       | 9            | 5        |
| オフサイド     | 0            | 2        |
| イエローカード | 1            | 3        |
| レッドカード   | 0            | 0        |

| 指標           | アルゼンチン | フランス |
| -------------- | ------------ | -------- |
| 得点           | 1            | 1        |
| シュート       | 8            | 4        |
| うち枠内       | 3            | 2        |
| セーブ         | 1            | 2        |
| ボール保持率   | 62%          | 38%      |
| コーナーキック | 2            | 2        |
| ファウル       | 6            | 3        |
| オフサイド     | 1            | 2        |
| イエローカード | 3            | 0        |
| レッドカード   | 0            | 0        |

| 指標           | アルゼンチン | フランス |
| -------------- | ------------ | -------- |
| 得点           | 3            | 3        |
| シュート       | 20           | 10       |
| うち枠内       | 10           | 5        |
| セーブ         | 2            | 7        |
| ボール保持率   | 54%          | 46%      |
| コーナーキック | 6            | 5        |
| ファウル       | 26           | 19       |
| オフサイド     | 4            | 4        |
| イエローカード | 5            | 3        |
| レッドカード   | 0            | 0        |

## 優勝国
| 2022 FIFAワールドカップ優勝国   |
| ------------------------------- |
| · アルゼンチン · 9大会ぶり3回目 |

## 挿話
- 2021年に不整脈のため現役引退した元アルゼンチン代表FWセルヒオ・アグエロがFIFAアンバサダーとして決勝戦を観戦した。背番号19の代表ユニフォーム[注釈 6]を着て太鼓を叩きながら応援し、PK戦が決着するとピッチに駆け込み、親友のメッシらと喜びを爆発させた。また、表彰式にも参加して優勝トロフィーを掲げた[46]。
- 表彰式でキャプテンのメッシに優勝トロフィーが渡される際、カタール首長のタミーム・ビン・ハマド・アール＝サーニーがメッシの肩に黒いローブをかけた。これはビシュト（英語版）と呼ばれるアラブの伝統衣装で、冠婚葬祭や公式行事などで男性用正装として用いられる。一着2,200ドル（約29万円）という最高級品だったが、トロフィーを掲げるハイライトシーンでメッシのユニフォームが隠れてしまい物議を醸した[47]。現地メディアはビシュトを着ることは「大きな名誉」であるとして、欧米メディアに反論した[48]。
- フランス大統領のエマニュエル・マクロンが貴賓席で決勝戦を観戦。フランスが2-2の同点に追いつくと上着を脱いで、袖をまくって応援する姿がみられた。試合後は茫然とするエムバペを慰め、ロッカールームで選手たちを励ました。優勝したロシア大会でも熱心なサポーターぶりをみせていたが[49]、フランス国内では「やりすぎ」「政治的パフォーマンス」という批判も受けた[50]。
- 試合後、トルコ人のインフルエンサーである「塩振りおじさん」（Salt Bae）ことヌスレット・ギョクチェがピッチに乱入し、メッシらと握手や記念撮影を行ったり、選手のメダルを噛んだり、優勝トロフィーを持ってキスした様子が撮られた。国際サッカー連盟 (FIFA) は部外者による不正立ち入り事案として調査を行う方向であると報じられた[51]。
- アルゼンチンGKエミリアーノ・マルティネスは試合後の表彰式でゴールデングローブ賞（大会最優秀GK）のトロフィーを股間に当てて持つ下品なジェスチャーをし、更に試合後のロッカールームで「（亡くなった）エムバペに1分間の黙とうを」と嘲笑する動画が撮影がされた[52]。帰国後の優勝パレードではおむつを穿いた赤ん坊の人形にエムバペの顔写真を貼るという行為も行った[53]。これらの侮辱行為に対し、フランスサッカー連盟(FFF)はアルゼンチンサッカー協会(AFA)に書面で抗議した[54]。マルティネスは「股間パフォーマンス」をした理由について「フランス人サポーターにブーイングされたからだ」と説明[55]。エムバペへの侮辱行為については、エムバペが大会前のインタビューで「南米ではヨーロッパほどサッカーが進んでいない」と南米を軽視する発言をしたことへの反発と見られる[56]。FIFAはFIFA規律規程第11条（攻撃的行為およびフェアプレーの原則の違反）および第12条（選手および役員の不正行為）に抵触する「攻撃的な振る舞い」があったとして、アルゼンチンサッカー協会に対する処分の手続きを開始したと発表した[57][58]。
- フランスのスポーツ紙・レキップは、メッシの3点目のゴールが決まる直前、興奮したアルゼンチンの控え選手がピッチに入り込んでいたと指摘。サッカー競技規則第3条9項ではフィールド内に部外者がいた場合、得点は認められないという理由から、このルールを厳格に適用するとメッシのゴールは無効になると主張した[59][60]。しかし、得点無効（取り消し）になるのは「得点後にキックオフで再開される前」に確認された場合に限られるため実際には無効とはならず、レキップの主張に対しても、主審のシモン・マルチニアクはフランスのエムバペがゴールした場面でもフランスの選手7人がピッチに入り込んでいたと、証拠画像を示しながら反論した[61]。

### 注記
1. ↑  1958年スウェーデン大会・1962年チリ大会の連覇時と1970年メキシコ大会、いずれも選手として。
2. ↑  1958年スウェーデン大会・1962年チリ大会の連覇時に選手として2回、1970年メキシコ大会で監督として1回。
3. ↑  アルゼンチンはブラジル当局の指導により中止となったブラジルとのアウェーゲームを含まない。当該項参照。
4. ↑  決勝トーナメントでの2分（PK戦2勝）を含む。
5. ↑  PK戦時の1つ（GKエミリアーノ・マルティネスの非紳士的行為による警告）を含む。
6. ↑  「19」はアグエロがFCバルセロナで付けた現役最後の背番号。この試合では、今大会19番を付けたニコラス・オタメンディのユニフォームを着用していた。